# 天主教莫哈萊斯胡克教區
天主教莫哈萊斯胡克教區（拉丁語：Dioecesis Mohaleshoekensis）是萊索托一個羅馬天主教教區，為馬塞盧總教區的附屬教區。是該國四個天主教教區之一。
教區成立於1977年11月10日，範圍包括西南部兩個區。2004年有教友306,248人（佔轄區總人口57.4%）、十五個堂區、廿一名司鐸。座堂為聖巴德利爵主教座堂。
現任教區主教為若望·約爾·多哈穆（John Joale Tlhomola），榮休主教巴斯弟盎·科托·科阿拉樞機于2021年4月19日去世。

## 歷任教區主教
- 巴斯弟盎·科托·科阿拉（1977年11月10日—2014年2月11日）
- 若望·約爾·多哈穆（2014年2月11日—）